# John W. Dower
John W. Dower, né le 21 juin 1938 à Providence dans l'État du Rhode Island, est un écrivain et historien américain. Son livre Embracing Defeat: Japan in the Wake of World War II paru en 1999 remporte le National Book Award for Nonfiction (en), le prix Pulitzer de l'essai, le prix Bancroft, le Los Angeles Times Book Prize, le prix d'histoire Mark Lynton et le prix John K. Fairbank de la Société américaine d'histoire.

## Carrière universitaire
Dower est titulaire d'un bachelor's degree d'études américaines du Amherst College en 1959 et un Ph.D. en histoire et langues d'Extrême-Orient de l'université Harvard en 1972 où il étudie auprès d'Albert M. Craig. Il développe sa thèse de doctorat en une biographie de l'ancien premier ministre japonais Yoshida Shigeru, dans son livre Empire and Aftermath. Ses autres livres comprennent une sélection d'écrits d'E. Herbert Norman (en) et une étude des représentations respectives des combattants pendant la Seconde Guerre mondiale intitulée War Without Mercy.
Producteur exécutif du documentaire nommé pour l'Oscar du meilleur film documentaire, Hellfire: A Journey from Hiroshima, Dower est également membre du Committee of Concerned Asian Scholars (en) et siège au comité de rédaction de la revue avec Noam Chomsky et Herbert P. Bix. Il a enseigné à l'université du Wisconsin à Madison et à l'université de Californie à San Diego et est professeur émérite d'histoire Ford International au MIT.

## Visualisation des cultures
Visualizing Cultures, un cours que Dower a enseigné au MIT depuis 2003 avec Shigeru Miyagawa, explique comment les images façonnent les sociétés américaines et japonaises. Le site de visualisation des cultures compte quelque dix-huit chercheurs dans plus de quarante unités basées sur des collections d'images numérisées à partir de documentations visuelles. Le projet a été reconnu par le MIT avec la Class of 1960 Innovation in Education Award en 2004 et en 2005, la Fondation nationale pour les sciences humaines a sélectionné VC pour l'inscrire sur EDSITEment comme ressource en ligne pour l'éducation aux humanités. Le programme en ligne pour l'unité commerciale de Canton remporte l'édition 2011 du « Prix Franklin R. Buchanan de l'Association des études sur l'Asie pour les meilleurs matériels pédagogiques concernant l'Asie ».
La première unité de visualisation des cultures, Black Ships & Samurai, écrite par John W. Dower, juxtapose la documentation visuelle des deux pays lors de la rencontre 1853-1854 lorsque le commodore Matthew Perry des États-Unis arrive au Japon à bord des « Navires noirs »(canonnières à vapeur) pour forcer ce pays longtemps isolé à ouvrir ses frontières au monde extérieur.
En avril 2006, le site web OpenCourseWare sur Visualizing Cultures est annoncé sur la page principale du MIT website, causant un émoi chez certains étudiants chinois du MIT qui trouvent le matériel désobligeant. Le matériel comprend des estampes produites au Japon comme propagande pendant la guerre sino-japonaise de 1894-1895 qui représentent des soldats japonais décapitant des « soldats chinois violents ». Miyagawa, d'origine japonaise reçoit des menaces de mort . En réponse, les auteurs enlèvent temporairement le cours du OpenCourseWare et publient une déclaration comme le fait l'Administration du MIT. Après une semaine, les auteurs du cours conviennent d'inclure un contexte supplémentaire dans les sections controversées et mettent de nouveau le cours en ligne .

## Prix et récompenses
- 2000 : L.L. Winship/PEN New England Award (en), Embracing Defeat: Japan in the Wake of World War II
- 2000 : Prix Bancroft, Embracing Defeat: Japan in the Wake of World War II

## Ouvrages (sélection)
- The Bombed: Hiroshima and Nagasaki in Japanese Memory, Diplomatic History 19, no 2 (été 1995)
- Embracing Defeat: Japan in the Wake of World War II (1999; W. W. Norton) — lauréat du National Book Award[3], du prix John K. Fairbank de la Société américaine d'histoire et prix Pulitzer[4]
- Empire and Aftermath: Yoshida Shigeru and the Japanese experience, 1878-1954 (1988; Harvard University Press;  (ISBN 0-674-25126-1))
- Japan in War and Peace: Selected Essays (1995; New Press;  (ISBN 1-56584-279-0))
- Origins of the Modern Japanese State: Selected Writings of E.H. Norman  (1975; Pantheon;  (ISBN 0-394-70927-6))
- War Without Mercy: Race and Power in the Pacific War (1986; Pantheon;  (ISBN 0-394-75172-8))
- Cultures of War: Pearl Harbor, Hiroshima, 9-11, Iraq (New York: Norton : New Press, 2010  (ISBN 978-0-393-06150-5)).
- Ways of Forgetting: Japan in the Modern World (The New Press, 2011)